# Aeroportul Sparrevohn LRRS
Aeroportul Sparrevohn LRRS (IATA: SVW, ICAO: PASV, FAA LID: SVW) este un aeroport din Alaska, Statele Unite ale Americii. Aeroportul a fost tranzitat în 2019 de 14 pasageri.
Situat la o altitudine de 483 m, aeroportul dispune de 1 pistă.

## Infrastructură

### Piste
Aeroportul dispune de o singură pistă. Pista 16/34 are suprafața de pietriș și dimensiunile 4.200 picioare × 150 picioare. 